# Émilie Ferová
Émilie Ferová (* 17. února 1983 Saint-Maurice) je bývalá francouzská vodní slalomářka, kajakářka závodící v kategorii K1.
V letech 2006 a 2014 získala na mistrovství světa zlatou medaili v závodě K1 družstev, bronz získala v téže disciplíně na MS 2015 a z MS 2013 si přivezla zlatou medaili z individuálního závodu. Stříbro v závodě K1 hlídek pomohla vybojovat na evropském šampionátu 2012, zlato v hlídkách získala na ME 2013. Z mistrovství Evropy 2009 má stříbrnou medaili z individuálního závodu K1, z kontinentálního šampionátu 2014 si přivezla dvě bronzové medaile (z individuálního i z týmového závodu).
Na olympijských hrách startovala poprvé v Pekingu 2008, kde skončila na sedmém místě, na letní olympiádě 2012 v Londýně závod K1 vyhrála. Usilovala i o účast na LOH 2016, v kvalifikaci v dubnu toho roku ji však předstihla Marie-Zélia Lafontová. Émilie Ferová se následně rozhodla ukončit svoji sportovní kariéru.